# 콜마BNH
콜마BNH 주식회사는 건강기능식품을 ODM 방식으로 생산하는 대한민국의 제약 기업으로,외국인 지분율은 2.63%이다.

## 역사
2004년 2월 한국원자력연구원과 한국콜마가 공동출자하여 선바이오텍을 설립하였고 2013년 한국푸디팜과 합병하면서 현재 상호로 변경하였다.
2019년 윤동한 회장이 경영 일선에서 물러난 후 장남 윤상현 부회장이 지주사 콜마홀딩스를, 여동생 윤여원 대표가 계열사 콜마비앤에이치를 각각 맡아왔다.

## 같이 보기
- 한국원자력연구원